# 腓力·恩斯特 (紹姆堡-利珀)
腓特烈·奥古斯特·菲利普-恩斯特·沃尔拉德（Friedrich August Philipp-Ernst Wolrad，1928年7月26日—2003年8月28日），出生于哈根堡，是绍姆堡-利珀家族首領。绍姆堡-利珀亲王沃尔拉德的次子。

## 家庭
1955年10月3日，菲利普-恩斯特在比克堡与伊娃-本尼塔·冯·铁勒-温克勒小姐结婚，二人婚后有二子：
- 阿道夫·腓特烈·格奥尔格-威廉·沃尔拉德·汉斯-韋爾纳（Adolf Friedrich Georg-Wilhelm Wolrad Hans-Werner，1956年7月14日-1983年7月31日），绍姆堡-利珀亲王世子；
- 恩斯特·奥古斯特·亚历山大·克里斯蒂安·维克托·胡贝图斯（Ernst August Alexander Christian Viktor Hubert，1958年12月25日-），绍姆堡-利珀亲王。